# Nicolas Hourcade
Nicolas Hourcade est un sociologue français, professeur agrégé de sciences sociales à l'École centrale de Lyon. Il est spécialiste des supporters de football.

## Biographie
Diplomé de l'Ecole normale supérieure Paris-Saclay et titulaire d'un DEA de sociologie, il enseigne depuis 2001 à l'École centrale de Lyon. Directeur de l’UE de tronc commun "Sciences Humaines et Sociales", il y assure des cours de sociologie général et de sociologie du travail et des organisations. Il est également directeur du département SHLS (Sciences Humaines, Langues et Sport) depuis 2023 et membres de l'Instance nationale du supportérisme, rattachée au ministère des Sports depuis le 10 mars 2017,. Il est membre de l'Association française de sociologie depuis 2002 ainsi que de la Société de sociologie du sport de langue française depuis 2003.

Il collabore au journal SoFoot depuis 2004 où il a notamment coordonné le hors-série consacré aux supporters.
Avec Ludovic Lestrelin et Patrick Mignon, il a rédigé le « Livre vert du supportérisme » remis en octobre 2010 à la secrétaire d'État aux sports Rama Yade.

## Publications

### Revues
- « De nouveaux publics pour les nouveaux stades ? », Urbanisme, no 393,‎ 2014, p. 56-57
- « Hooliganisme : un phénomène pluriel », La Revue Internationale et Stratégique, no 94,‎ 2014, p. 127-134
- Bernardo Borges Buarque de Hollanda et Heloisa Helena Baldy dos Reis, Hooliganismo e Copa de 2014 (Hooliganisme et coupe du Monde 2014), Rio de Janeiro, 7Letras, 2014, 121-144 p., « Torcedores radicais e transformações dos estádios na França » (Supporters radicaux et transformations des stades en France) »
- Yiannis Zaimakis et Nikos Kotaridis, Ποδόσφαιρο και κοινότητες οπαδών. Αντιπαλότητες και πολιτικές της ταυτότητας (Fans et communautés footballistiques : contestations et politiques de l’identité), Athènes, Plethron,‎ 2013, 86-106 p., « Ultras και αναπλάσεις γηπέδων στη Γαλλία » (Ultras et transformations des stades en France) »
- Les sports en Corse. Miroir d’une société, Musée de la Corse, Albiana, 2012, 154-169 p., « L’émergence du modèle ultra italien et son implantation en France »
- « Tolérance zéro dans les stades ? Répression ou prévention pour les supporters extrêmes », Le Sociographe, no 38,‎ 2012, p. 59-69
- « Supporters français de football d’hier, d’aujourd’hui et de demain », Administration, no 233,‎ 2012, p. 45-47
- Isabelle Gavillet (dir.), Déviance et risque en dispositifs : expertise et médiatisation, Presses Universitaires de Nancy, 2012, 97-110 p., « Supporters extrêmes, risques et déviances en France »
- Antoine Lech et Guillaume Robin (dir.), Football, Europe et régulations, Villeneuve d’Ascq, Presses Universitaires du Septentrion, 2011, 23-33 p., « Les supportérismes français : entre modèles européens et spécificités nationales »
- « Principes et problèmes de la politique de lutte contre le hooliganisme en France », Archives de Politique Criminelle, no 32,‎ 2010, p. 123-139
- Nicolas Hourcade, Julien Auboussier et Michaël Attali (dir.), Sports et médias. Du XIXe siècle à nos jours, Biarritz, Atlantica, 2010, 661-673 p., « Supporters ultras et médias en France depuis les années 1980 »
- « Supporters extrêmes en France : dépasser les stéréotypes », Les Cahiers de la Sécurité, no 11,‎ 2010, p. 162-17
- Bachir Zoudji (dir.), Les violences des supporters et leur traitement en France, Presses Universitaires de Valenciennes, Association des Chercheurs Francophones en Football, coll. « Science et football. Recherche et connaissances actuelles », 2009, 77-88 p.
- Thomas Busset (dir.), Christophe Jaccoud (dir.), Jean-Philippe Dubey (dir.) et Dominique Malatesta (dir.), Le football à l’épreuve de la violence et de l’extrémisme, Lausanne, Antipodes, 2008, 87-105 p., « Supporters extrêmes, violences et expressions politiques en France »
- Jean-Michel de Waele (dir.) et Alexandre Husting (dir.), Football et identités, Bruxelles, Editions de l’université de Bruxelles, janvier 2008, 145–159 p., « “Fiers d’être…” : la mobilisation d’une identité locale ou régionale dans la construction d’une cause par les supporters ultras français »
- « Hooliganisme, ultras et ambiguïtés en France », Esporte e Sociedade, no 7,‎ novembre 2007, p. 40
- « Les groupes de supporters ultras : des institutions juvéniles ? », Agora Débats/Jeunesse, no 37,‎ 2004, p. 32-42
- Manuel Boucher (dir.) et Alain Vulbeau (dir.), Emergences culturelles et jeunesse populaire. Turbulences ou médiation ?, Paris, Editions INJEP/L'Harmattan, 2003, 75-89 p., « L'émergence des supporters ultras »
- « Bordeaux et Toulouse : des supporters de football en terre de rugby », Sud-Ouest Européen, no 13,‎ 2002, p. 25-32
- « Les ultras français », Panoramiques, no 61,‎ 2002, p. 111-115
- « La place des supporters dans le monde du football », Pouvoirs, no 101,‎ 2002, p. 75-87
- "L’affirmation d’une identité régionale lors des rencontres sportives : les ‘ultras’ du football en France", in André Menaut, Martine Reneaud (eds), Sport de haut niveau et sport professionnel en région(s). Quelles articulations avec l’État et l’Europe ?, Éditions de la Maison des Sciences de l’Homme d’Aquitaine, 2001, p. 287-303"
- « L’engagement politique des supporters "ultras" français. Retour sur des idées reçues », Politix, no 50,‎ juillet 2000, p. 107-125
- « La France des ultras », Sociétés et Représentation, no 7,‎ décembre 1998, p. 241-261

### Rapports
- Nicolas Hourcade et Nicolas Bonnet, Les supporters des Girondins de Bordeaux et du Toulouse Football Club, INSEP et Ligue Nationale de Football, 1999, 100 p.
- Nicolas Hourcade, Ludovic Lestrelin et Patrick Mignon, Livre vert du supportérisme. Etat des lieux et propositions d’actions pour le développement du volet préventif de la politique de gestion du supportérisme, Secrétariat d’Etat aux Sports, 2010, 144 p. (lire en ligne)

### Articles
- « Le virage des irréductibles », libération,‎ 2 juin 2006 (lire en ligne)
- « Italie: "La répression nourrit la violence des supporters" », L'Express,‎ 11 novembre 2007 (lire en ligne)
- « Il existe une haine profonde entre supporters radicaux et policiers italiens », 20 minutes,‎ 15 novembre 2007 (lire en ligne)
- « Canaliser l'expression des supporteurs », Libération,‎ 21 avril 2008 (lire en ligne)
- « Racisme - Nicolas Hourcade, sociologue, revient sur l’affaire Balotelli », France-Soir,‎ 19 avril 2009 (lire en ligne)
- « Nicolas Hourcade : "Personne ne s’interroge de manière approfondie sur les violences des supporters" », le Monde,‎ 27 octobre 2009 (lire en ligne)
- « Pour les ultras, "le football est un combat qu'il faut gagner" », Rue89,‎ 26 février 2010 (lire en ligne)
- « Supporters du PSG: "Une violence qui n'existe nulle part ailleurs" », L'Express,‎ 3 mars 2010 (lire en ligne)
- « Nicolas Hourcade: "La haine entre supporters est trop forte" », 20 minutes,‎ 3 mars 2010 (lire en ligne)
- « Nicolas Hourcade: "les hooligans sont principalement présents à Paris" », Metronews,‎ 21 mars 2010 (lire en ligne)
- « Hooligans: "Une volonté politique de taper très fort" », Le Journal du dimanche,‎ 11 août 2010 (lire en ligne)
- « des ultras décryptés par Nicolas Hourcade », 20 minutes,‎ 26 novembre 2010 (lire en ligne)
- « Les clubs peuvent limiter la violence dans le football », Le Figaro,‎ 15 mai 2013 (lire en ligne)
- « Nicolas Hourcade (sociologue) : "La violence, chez les ultras, est marginale et centrale" », La Voix du Nord,‎ 14 mai 2013 (lire en ligne)
- « PSG: "il est plus facile de pointer les ultras" », BFM TV,‎ 14 mai 2013 (lire en ligne)
- « Nicolas Hourcade: "Les Niçois vont devoir s'approprier l'Allianz Riviera" », Nice-Matin,‎ 22 septembre 2013 (lire en ligne)
- « En France, la politique de gestion des ultras se limite à la répression », Le Monde,‎ 26 novembre 2013 (lire en ligne)
- « Nicolas Hourcade : "Le PSG veut changer les fans en clients" », L'Humanité,‎ 28 février 2014 (lire en ligne)
- « "Ultras" et "hooligans" », Les Cahiers de la justices,‎ 29 mars 2024 (lire en ligne)